# Koshantschikovius hartwigi
Koshantschikovius hartwigi är en skalbaggsart som beskrevs av Rudolph Petrovitz 1967. Koshantschikovius hartwigi ingår i släktet Koshantschikovius och familjen Aphodiidae. Inga underarter finns listade i Catalogue of Life.